# Paludamentum

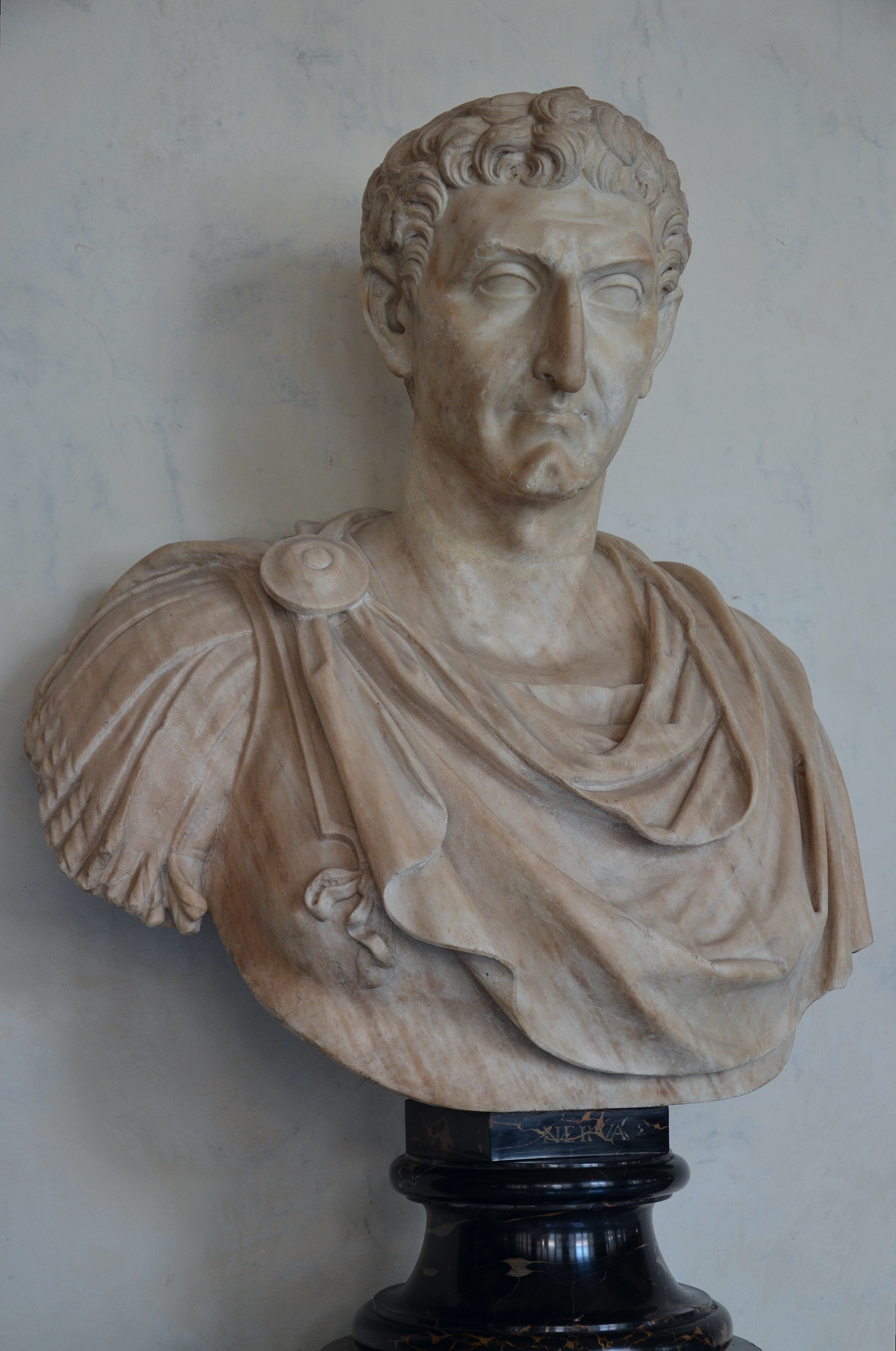
A paludamentumot viselő Nerva császár mellszobra

A paludamentum az ókori Rómában  mind a köztársaság, mind a császárság korában ismert ruhaviselet volt. Az egyik vállra rögzített, hosszú, bő, fehér vagy bíbor színű köpeny. Főleg katonai parancsnokok, consulok, dictatorok viseltek ilyeneket a háborúban, illetve ünnepi alkalmakkor. Magukat a római császárokat is, az egész római hadsereg legfőbb parancsnokaként, gyakran ábrázolták paludamentumban szobrokon, illetve pénzérméken.  